# Rogelio Montemayor Seguy
Rogelio Montemayor Seguy (Ciudad de México, 18 de agosto de 1947) es un político mexicano. Fue gobernador de Coahuila entre 1993 y 1999.

## Primeros años y estudios
Hijo de Edilberto Montemayor Galindo y Lily Seguy Hernández. Cursó la primaria en Sabinas, Coahuila y la secundaría en Nueva Rosita. De 1963 a 1965, cursó la preparatoria en el Instituto Tecnológico y de Estudios Superiores de Monterrey (ITESM).
Es licenciado en Economía (1969) y maestro en administración (1970) por el ITESM, así como maestro y doctor en Economía por la Universidad de Pensilvania (1974). fue catedrático de la carrera de economía en el ITESM; investigador adjunto del doctor Lawrence Klein, Premio en Ciencias Económicas en memoria de Alfred Nobel en 1980.

## Trayectoria profesional
Fue militante del Partido Revolucionario Institucional (PRI) hasta 2019. Inició su carrera en la Secretaría de Programación y Presupuesto, donde se desempeñó como director de Estudios Económicos (1978-1980), director general de Política Económica y Social (1982). Asimismo, fue secretario técnico del gabinete económico de la Presidencia de la República (1982), subsecretario de Planeación del Desarrollo (1982-1985), miembro de los Consejos Administrativos de Banamex, Bancrecer, Bancen, Serfin y Nafin. Fue  presidente del Instituto Nacional de Estadística, Geografía e Informática de 1985 a 1988, donde coordinó la descentralización de dicha Institución y el traslado de casi 3000 familias, a raíz de los sismos de 1985, de la Ciudad de México a la ciudad de Aguascalientes.
En el ámbito internacional, fue vicepresidente del Sistema de Planificación para América Latina de la Comisión Económica para América Latina y el Caribe (CEPAL) e integrante del grupo de Integración y Coordinación de Programas Estadísticos Internacionales de la Comisión de Estadística de la ONU. 
Fue diputado federal por el IV Distrito Electoral de Coahuila, en la LIV Legislatura (1988-1990); senador de la República por el estado de Coahuila, en la LV Legislatura (1991–1993). De 1993 a 1999 fue gobernador de Coahuila. Al concluir su mandato, el entonces presidente Ernesto Zedillo, lo designa director general de Petróleos Mexicanos (PEMEX), cargo que desempeña el resto del sexenio.

## Controversias

### Pemexgate
En 2002, junto con otros funcionarios de Pemex, fue acusado de peculado, uso indebido de atribuciones y peculado electoral, principalmente por el supuesto desvío de recursos públicos en favor de la campaña electoral de Francisco Labastida Ochoa, candidato del PRI a la Presidencia de México, en lo que fue conocido como Pemexgate.
Mientras visitaba legalmente los Estados Unidos fue sujeto de un procedimiento de extradición de octubre de 2002 a julio de 2004, tiempo en el cual se le permitió estar en libertad bajo fianza, a la espera de la resolución de extradición, la cual fue concedida a las autoridades mexicanas. A su arribo a México, el 2 de septiembre de 2004, fue puesto en libertad, al amparo de la suspensión definitiva que concedió un juzgado en México, el sexto "A" de distrito en materia de amparo, mientras la justicia federal analizaba y resolvía sobre la legalidad de las acusaciones que le imputaba la Procuraduría General de la República. Dichas acusaciones fueron eventualmente desechadas por la justicia federal y fue totalmente exonerado de todos los cargos.

## Libros
- Planeación en Tiempos de Crisis (Secretaría de Programación y Presupuesto, 1983)
- 75 Años de planeación en México (Fondo de Cultura Económica, 1985)
- El Cambio Que No Llegó: Las Reformas que México Requiere (Diana, 2005)